# WSK (motocykl)
WSK – marka polskich motocykli popularnych i produkowanych w latach 1955–1985 przez Wytwórnię Sprzętu Komunikacyjnego PZL w Świdniku.

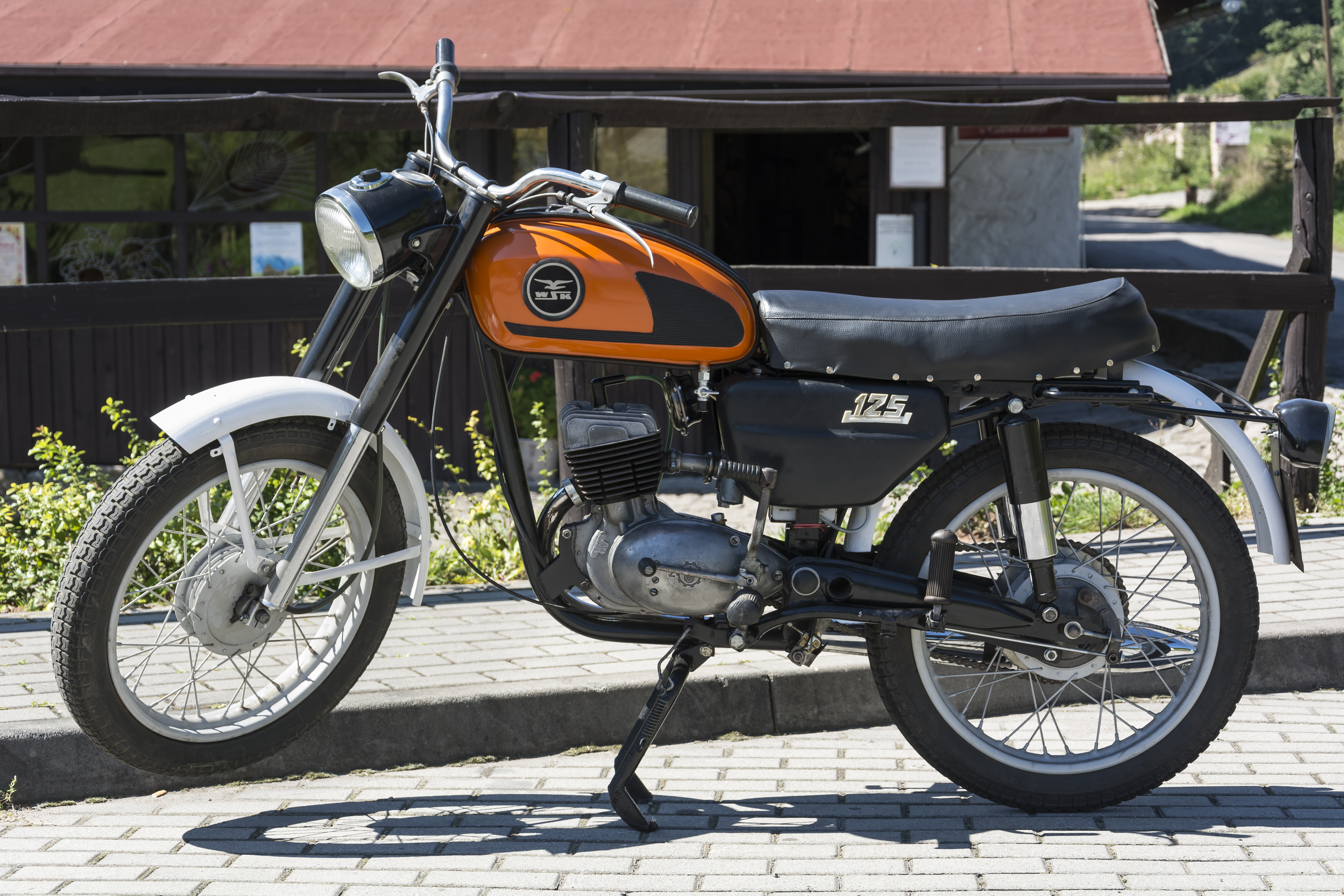
Motocykl WSK M06 B3

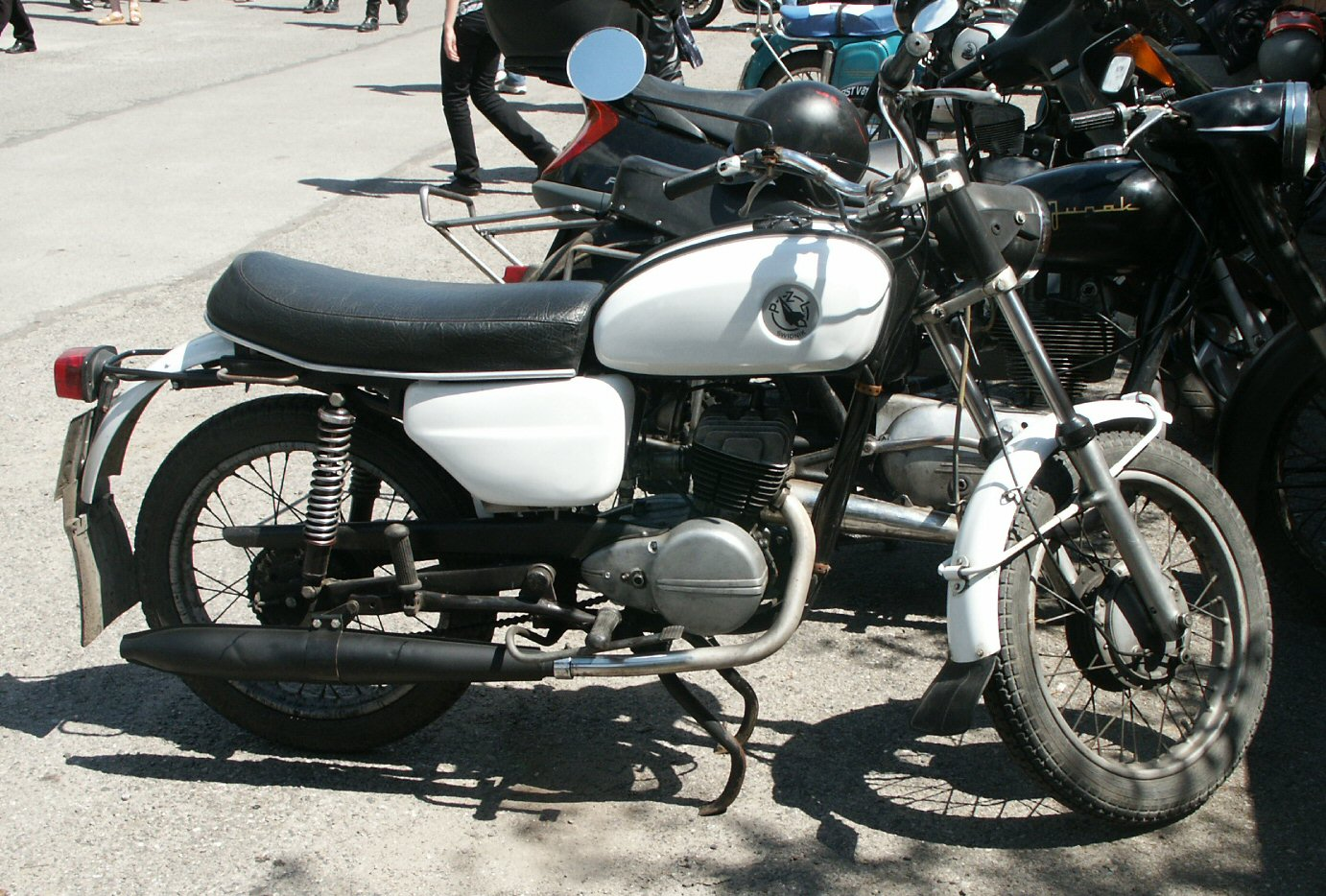
Motocykl WSK M06 B3

## Historia
Nazwa i znak firmowy pochodziły wprost od nazwy producenta: Wytwórni Sprzętu Komunikacyjnego w Świdniku, gdzie dla zaspokojenia potrzeb rynku w 1955 roku zlokalizowano dodatkową produkcję motocykli M06. Motocykle WSK M06 do 1957 roku nie różniły się od tych produkowanych przez Warszawską Fabrykę Motocykli, jednak w późniejszych latach konstruktorzy z WSK zaczęli konkurować z głównym producentem pod względem stosowanych rozwiązań i modernizacji i to na tyle skutecznie, że zaprezentowany na Targach Poznańskich wiosną 1964 roku zmodernizowany model M06 zachowując tę samą cenę co WFM miał solidny widelec teleskopowy z tłumieniem olejowym, pełnobębnowe hamulce, większy reflektor i wzmocnioną ramę. Stało się to jedną z przyczyn decyzji o zamknięciu produkcji w warszawskiej wytwórni.

Podstawowy model M06 produkowany był ze zmianami aż do roku 1985.
Ostatni egzemplarz WSK zjechał z taśmy 31 października 1985 roku i był to ostatni motocykl wyprodukowany w Polsce.
13 maja 2010 roku w Świdniku otworzono pierwsze muzeum tej marki motocykli. Obecnie Moto Strefa WSK jest jedną z części składowych świdnickiej Strefy Historii, otwartej 7 września 2013 roku.
W roku 2020 w CEPiK znajdowało się 36 398 aktualizowanych rekordów z motocyklami marki WSK.

## Modele

### Klasa 125 cm³
(motocykle produkowane seryjnie)
- WSK M06 (1955-65 207 649 sztuk)
- WSK M06 Z (1959-1964)
- WSK M06 L (1959-1964)
- WSK M06-Z2 (1959-1967 114 761 sztuk)
- WSK M06-64 (1964-1967 235 084 sztuk)
- WSK M06 B1 (1966-1971 319 069 sztuk)
- WSK M06 B3 (1971-1985 658 406 sztuk)
- WSK M06 B3 Gil (1974-1980 58 683 sztuk)
- WSK M06 B3 Bąk (1975-1977 9 701 sztuk)
- WSK M06 B3 Lelek (1975-1977 12 438 sztuk)
- WSK M06 B3 Kos (1979-1985 41 540 sztuk)
- WSK M06 B3 Kraska (1978 około 12 sztuk)
- WSK Barron 125 (1976-1977 105 sztuk)

### Klasa 150 cm³
(motocykl produkowany seryjnie)
- WSK M-150[a] (1960 9 988 sztuk)

### Klasa 175 cm³
(motocykle produkowane seryjnie)
- WSK M21W2, (1972)
- WSK M21W2-Ex, (1972)
- WSK M21W2 Sport, (1973)
- WSK M21W2 Sport Ex, (1973)
- WSK M21W2 Kobuz, (1974)
- WSK M21W2 Dudek, (1975)
- WSK M21W2 S2, (1975)
- WSK M21W2 Perkoz, (1978)

### Motocykle prototypowe
- WSK MR16 BP 71
- WSK MR16C Formaero II
- WSK MR16 W2
- WSK MR16 BP 70
- WSK MR16 BP 71 W1
- WSK MR16C/F01
- WSK MC21
- WSK MW21
- WSK MR21
- WSK MR16C/FO2
- WSK MR16 T 175
- WSK MR-16T
- WSK M30 Orlik
- WSK M30 Sokół
- WSK Sarenka
- WSK MR15
- WSK M19 KOS I
- WSK M06 64
- WSK M19 Kos II